# Che-ce
Che-ce (čínsky pchin-jinem Hézé, znaky 菏泽) je městská prefektura v Čínské lidové republice. Patří k provincii Šan-tung. Celá prefektura má rozlohu 12 131 čtverečních kilometrů a v roce 1999 v ní žilo přes osm miliónů obyvatel, v roce 2020 pak osm a tři čtvrti milionů.

## Poloha
Che-ce leží na jihozápadě provincie Šan-tung. V Šan-tungu hraničí s jedinou prefekturou, s Ťi-ningem. Zbylé hranice sdílí s provinciemi Che-nan na západě a
An-chuej na jihu.

## Administrativní členění
Městská prefektura Che-ce se člení na devět celků okresní úrovně, a sice dva městské obvody a sedm okresů.
| Mu-tan Ting-tchao okres · Cchao okres · Šan okres · Čcheng-wu okres · Ťü-jie okres · Jün-čcheng okres · Ťüan-čcheng okres · Tung-ming |        |                       |                    |                                  |
| Název | Název  | Počet obyvatel (2020) | Rozloha km² (2020) | Hustota zalidnění (obyv. na km²) |
| český přepis | znaky  | Počet obyvatel (2020) | Rozloha km² (2020) | Hustota zalidnění (obyv. na km²) |
| Městské obvody |        |                       |                    |                                  |
| Mu-tan | 牡丹区 | 1 600 000             | 1 429              | 1 120                            |
| Ting-tchao | 定陶区 | 630 000               | 839                | 751                              |
| Okresy |        |                       |                    |                                  |
| Cchao | 曹县   | 1 384 282             | 1 966              | 704                              |
| Šan | 单县   | 1 026 555             | 1 625              | 632                              |
| Čcheng-wu | 成武县 | 595 159               | 992                | 600                              |
| Ťü-jie | 巨野县 | 923 923               | 1 295              | 714                              |
| Jün-čcheng | 郓城县 | 1 120 854             | 1 629              | 688                              |
| Ťüan-čcheng | 鄄城县 | 747 972               | 1 049              | 713                              |
| Tung-ming | 东明县 | 760 956               | 1 307              | 582                              |
| |        |                       |                    |                                  |
| Celkem | Celkem | 8 795 939             | 12 131             | 725                              |